# Frankfort (Contea di Pepin, Wisconsin)
Frankfort è un comune degli Stati Uniti, situato in Wisconsin, nella Contea di Pepin.